# Mk.6

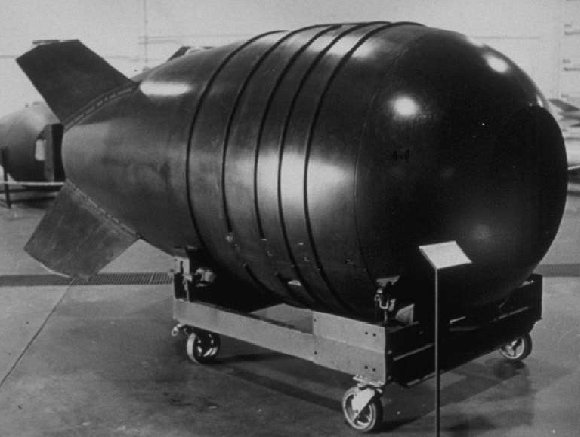
Атомная бомба Mk.6

Mk.6 — американская 60-дюймовая атомная бомба, разработанная Лос-Аламосской национальной лабораторией. В 1950-х годах была основным оружием стратегической авиации США и состояла на вооружении до 1962 года. В 1956 году переделали 90 бомб  Mk.6 в Mk.18.
Всего было изготовлено около 1100 бомб этого типа.

## Конструкция
Mk.6 — дальнейшее развитие модели Mk.4, модернизация заключалась в более мощном 60-линзовом заряде W-6 и лёгком алюминиевом корпусе.
Масса бомбы в процессе серийного производства уменьшалась от 3860 кг до 3540 кг.
На поздних вариантах Mk.6 отказались от применения радиовысотомеров, ограничившись барометрическим взрывателем (имелись также ударные пьезоэлектрические взрыватели). Выяснилось, что погрешность барометрического высотомера ±100 метров, что при мощности взрыва 30-60 кт вполне допустимо.

## Испытания
- 5:47 6 февраля 1951 (мест. время) испытание прототипа бомбы Mk-6. Воздушный взрыв на высоте 460 м, был произведен на Невадском испытательном полигоне. Мощность заряда составила 22 кт.
- 06:34 8 апреля 1951 (мест. время) испытание первого образца Mk-6. Проводилось на атолле Эниветок. Бомба была сброшена со 100 метровой вышки, взрывом поднято 250 000 тонн грунта на высоту в 10 км. Мощность заряда составила 81 кт.